# Ampsin
Ampsin is een dorp in de Belgische provincie Luik en een deelgemeente van Amay. Tot 1 januari 1977 was het een zelfstandige gemeente.

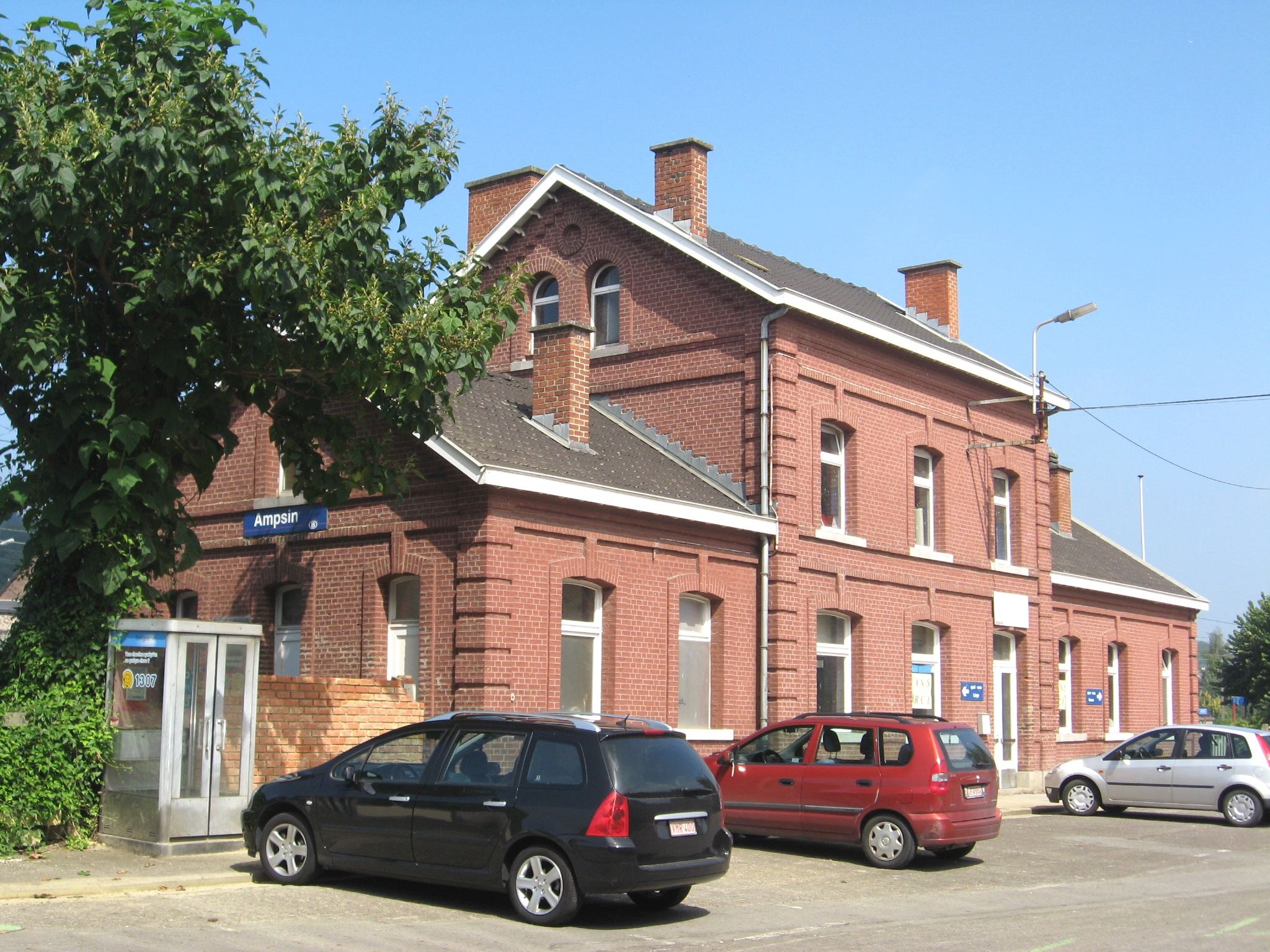
Het station van Ampsin
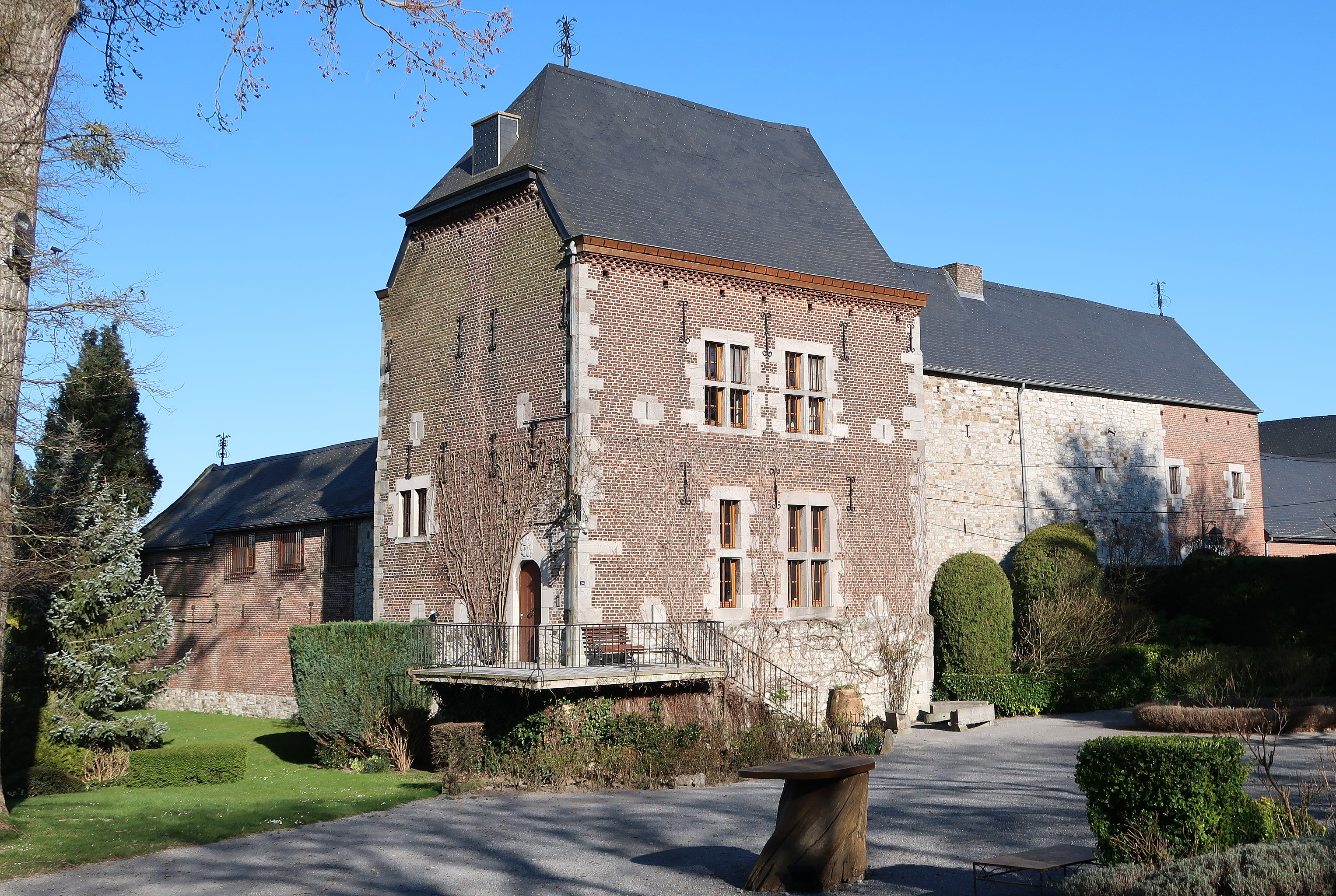
Kasteelhoeve du Sart

## Demografische ontwikkeling
- Bronnen: NIS en Gemeente Amay - Opm:1831 t/m 1970=volkstellingen; 1976= inwoneraantal op 31 december

Amay · Ampsin · Flône · Jehay · Ombret

Belgische gemeenten · arrondissement Hoei · provincie Luik · Wallonië